# Boucles de la Mayenne 2014
De 40e editie van de Boucles de la Mayenne vond in 2014 plaats van 5 tot en met 8 juni. De wedstrijd startte en eindigde in Laval. De ronde maakte deel uit van de UCI Europe Tour 2014, in de categorie 2.1. In 2013 won de Canadees David Veilleux. Dit jaar won de Fransman Stéphane Rossetto.

## Deelnemende ploegen
| WorldTour        | ProContinentaal              | Continentaal            | Continentaal          |
| ---------------- | ---------------------------- | ----------------------- | --------------------- |
| AG2R La Mondiale | Bretagne-Séché Environnement | BigMat-Auber 93         | La Pomme Marseille    |
| Europcar         | Cofidis                      | Roubaix Lille Métropole | An Post-Chainreaction |
| FDJ.fr           | Topsport Vlaanderen-Baloise  | BKCP-Powerplus          | Ecuador               |
|                  | Wanty-Groupe Gobert          | Euskadi                 | Marchiol Emisfero     |
|                  |                              | Nankang-Fondriest       | Rabobank DT           |
|                  |                              | Veranclassic-Doltcini   | Vorarlberg            |
|                  |                              | Wallonie-Bruxelles      |                       |

## Etappe-overzicht
| etappe  | datum  | start           | finish             | type       | afstand | winnaar          | klassementsleider |
| ------- | ------ | --------------- | ------------------ | ---------- | ------- | ---------------- | ----------------- |
| Proloog | 5 juni | Laval           | Laval              | Proloog    | 4,5 km  | Jimmy Engoulvent | Jimmy Engoulvent  |
| 1e      | 6 juni | Saint-Berthevin | Bonchamp-lès-Laval | Heuvelrit  | 198 km  | Armindo Fonseca  | Mike Teunissen    |
| 2e      | 7 juni | Jublains        | Montaigu           | Heuvelrit  | 184 km  | Eliot Lietaer    | Stéphane Rossetto |
| 3e      | 8 juni | Le Horps        | Laval              | Vlakke rit | 172 km  | Yohann Gène      | Stéphane Rossetto |

## Etappe-uitslagen

### Proloog
| Laval - Laval (4,5 km (Proloog)) |                      |                              |       |
| Plaats                           | Naam                 | Ploeg                        | Tijd  |
| Winnaar                          | Jimmy Engoulvent     | Europcar                     | 5'48" |
| 2                                | Florian Sénéchal     | Cofidis                      | + 1"  |
| 3                                | Mathieu van der Poel | BKCP-Powerplus               | + 4"  |
| 4                                | Mike Teunissen       | Rabobank DT                  | + 5"  |
| 5                                | Bryan Nauleau        | Europcar                     | z.t.  |
| 6                                | Arnaud Gérard        | Bretagne-Séché Environnement | z.t.  |
| 7                                | Benoît Vaugrenard    | FDJ.fr                       | + 7"  |
| 8                                | Brice Feillu         | Bretagne-Séché Environnement | + 8"  |
| 9                                | Illart Zuazabiskar   | Euskadi                      | z.t.  |
| 10                               | Stéphane Rossetto    | BigMat-Auber 93              | + 10" |
|                                  |                      |                              |       |
| 17                               | Roy Jans             | Wanty-Groupe Gobert          | + 13" |

### 1e etappe
| Saint-Berthevin - Bonchamp-lès-Laval (198 km) |                     |                              |          |
| Plaats                                        | Naam                | Ploeg                        | Tijd     |
| Winnaar                                       | Armindo Fonseca     | Bretagne-Séché Environnement | 4u58'31" |
| 2                                             | Matteo Belli        | Nankang-Fondriest            | z.t.     |
| 3                                             | Mike Teunissen      | Rabobank DT                  | z.t.     |
| 4                                             | Reinier Honig       | Vorarlberg                   | z.t.     |
| 5                                             | Flavien Dassonville | BigMat-Auber 93              | z.t.     |
| 6                                             | Kevin Seeldraeyers  | Wanty-Groupe Gobert          | z.t.     |
| 7                                             | Anthony Delaplace   | Bretagne-Séché Environnement | + 3"     |
| 8                                             | Tom Van Asbroeck    | Topsport Vlaanderen-Baloise  | + 35"    |
| 9                                             | Jeroen Meijers      | Rabobank DT                  | z.t.     |
| 10                                            | Samuel Dumoulin     | AG2R La Mondiale             | z.t.     |

| Algemeen klassement |                      |                              |         |
| Plaats              | Naam                 | Ploeg                        | Tijd    |
| Gele trui           | Mike Teunissen       | Rabobank DT                  | 5u4'18" |
| 2                   | Armindo Fonseca      | Bretagne-Séché Environnement | + 6"    |
| 3                   | Flavien Dassonville  | BigMat-Auber 93              | + 14"   |
| 4                   | Matteo Belli         | Nankang-Fondriest            | + 18"   |
| 5                   | Kevin Seeldraeyers   | Wanty-Groupe Gobert          | + 23"   |
| 6                   | Anthony Delaplace    | Bretagne-Séché Environnement | + 26"   |
| 7                   | Reinier Honig        | Vorarlberg                   | + 31"   |
| 8                   | Florian Sénéchal     | Cofidis                      | + 37"   |
| 9                   | Mathieu van der Poel | BKCP-Powerplus               | + 40"   |
| 10                  | Arnaud Gérard        | Bretagne-Séché Environnement | + 41"   |

### 2e etappe
| Jublains - Montaigu (184 km) |                    |                              |          |
| Plaats                       | Naam               | Ploeg                        | Tijd     |
| Winnaar                      | Eliot Lietaer      | Topsport Vlaanderen-Baloise  | 4u28'39" |
| 2                            | Tom Van Asbroeck   | Topsport Vlaanderen-Baloise  | + 2"     |
| 3                            | Stéphane Rossetto  | BigMat-Auber 93              | z.t.     |
| 4                            | Brice Feillu       | Bretagne-Séché Environnement | + 7"     |
| 5                            | Jon Larrinaga      | Euskadi                      | + 13"    |
| 6                            | Arnaud Gérard      | Bretagne-Séché Environnement | + 16"    |
| 7                            | Frederik Backaert  | Wanty-Groupe Gobert          | + 18"    |
| 8                            | Johan Le Bon       | FDJ.fr                       | + 23"    |
| 9                            | Bryan Nauleau      | Europcar                     | + 34"    |
| 10                           | Thomas Vaubourzeix | La Pomme Marseille           | + 47"    |
|                              |                    |                              |          |
| 14                           | Reinier Honig      | Vorarlberg                   | + 56"    |

| Algemeen klassement |                     |                              |          |
| Plaats              | Naam                | Ploeg                        | Tijd     |
| Gele trui           | Stéphane Rossetto   | BigMat-Auber 93              | 9u33'41" |
| 2                   | Brice Feillu        | Bretagne-Séché Environnement | + 7"     |
| 3                   | Mike Teunissen      | Rabobank DT                  | + 11"    |
| 4                   | Arnaud Gérard       | Bretagne-Séché Environnement | + 13"    |
| 5                   | Armindo Fonseca     | Bretagne-Séché Environnement | + 18"    |
| 6                   | Matteo Belli        | Nankang-Fondriest            | + 30"    |
| 7                   | Tom Van Asbroeck    | Topsport Vlaanderen-Baloise  | + 31"    |
| 8                   | Flavien Dassonville | BigMat-Auber 93              | + 33"    |
| 9                   | Kevin Seeldraeyers  | Wanty-Groupe Gobert          | + 42"    |
| 10                  | Reinier Honig       | Vorarlberg                   | + 43"    |

### 3e etappe
| Le Horps - Laval (172 km) |                   |                             |          |
| Plaats                    | Naam              | Ploeg                       | Tijd     |
| Winnaar                   | Yohann Gène       | Europcar                    | 3u57'36" |
| 2                         | Tom Van Asbroeck  | Topsport Vlaanderen-Baloise | z.t.     |
| 3                         | Roy Jans          | Wanty-Groupe Gobert         | z.t.     |
| 4                         | Danilo Napolitano | Wanty-Groupe Gobert         | z.t.     |
| 5                         | Arnaud Courteille | FDJ.fr                      | z.t.     |
| 6                         | Mike Teunissen    | Rabobank DT                 | z.t.     |
| 7                         | Wietse Bosmans    | BKCP-Powerplus              | z.t.     |
| 8                         | Pieter Jacobs     | Topsport Vlaanderen-Baloise | z.t.     |
| 9                         | Filippo Baggio    | Nankang-Fondriest           | z.t.     |
| 10                        | Benjamin Giraud   | La Pomme Marseille          | z.t.     |

## Eindklassementen
| Plaats    | Naam                 | Ploeg                        | Tijd      |
| --------- | -------------------- | ---------------------------- | --------- |
| Gele trui | Stéphane Rossetto    | BigMat-Auber 93              | 13u31'17" |
| 2         | Brice Feillu         | Bretagne-Séché Environnement | + 7"      |
| 3         | Mike Teunissen       | Rabobank DT                  | + 11"     |
| 4         | Arnaud Gérard        | Bretagne-Séché Environnement | + 13"     |
| 5         | Armindo Fonseca      | Bretagne-Séché Environnement | + 18"     |
| 6         | Tom Van Asbroeck     | Topsport Vlaanderen-Baloise  | + 25"     |
| 7         | Matteo Belli         | Nankang-Fondriest            | + 30"     |
| 8         | Flavien Dassonville  | BigMat-Auber 93              | + 33"     |
| 9         | Anthony Delaplace    | Bretagne-Séché Environnement | + 40"     |
| 10        | Kevin Seeldraeyers   | Wanty-Groupe Gobert          | + 42"     |
| 11        | Reinier Honig        | Vorarlberg                   | + 43"     |
| 12        | Benoît Vaugrenard    | FDJ.fr                       | + 55"     |
| 13        | Thomas Vaubourzeix   | La Pomme Marseille           | + 1'00"   |
| 14        | Mathieu van der Poel | BKCP-Powerplus               | + 1'05"   |
| 15        | Nico Sijmens         | Wanty-Groupe Gobert          | + 1'20"   |
| 16        | Baptiste Planckaert  | Roubaix Lille Métropole      | + 1'22"   |
| 17        | Pieter Jacobs        | Topsport Vlaanderen-Baloise  | z.t.      |
| 18        | Jeroen Meijers       | Rabobank DT                  | + 1'25"   |
| 19        | Jérôme Gilbert       | Wanty-Groupe Gobert          | + 1'36"   |
| 20        | Higinio Fernández    | Ecuador                      | + 1'50"   |

| Plaats      | Naam             | Ploeg                        | Punten |
| ----------- | ---------------- | ---------------------------- | ------ |
| Groene trui | Tom Van Asbroeck | Topsport Vlaanderen-Baloise  | 48     |
| 2           | Mike Teunissen   | Rabobank DT                  | 33     |
| 3           | Armindo Fonseca  | Bretagne-Séché Environnement | 28     |

| Plaats        | Naam                | Ploeg                 | Punten |
| ------------- | ------------------- | --------------------- | ------ |
| Bolletjestrui | Thomas Vaubourzeix  | La Pomme Marseille    | 41     |
| 2             | Evaldas Šiškevičius | La Pomme Marseille    | 28     |
| 3             | Serge Dewortelaer   | Veranclassic-Doltcini | 26     |
|               |                     |                       |        |
| 12            | Mike Teunissen      | Rabobank DT           | 4      |

| Plaats     | Naam                 | Ploeg              | Tijd      |
| ---------- | -------------------- | ------------------ | --------- |
| Witte trui | Mike Teunissen       | Rabobank DT        | 13u31'28" |
| 2          | Flavien Dassonville  | BigMat-Auber 93    | + 22"     |
| 3          | Mathieu van der Poel | BKCP-Powerplus     | + 54"     |
|            |                      |                    |           |
| 6          | Loïc Pestiaux        | Wallonie-Bruxelles | + 2'12"   |

| Plaats | Ploeg                        | Tijd      |
| ------ | ---------------------------- | --------- |
|        | Bretagne-Séché Environnement | 40u34'05" |
| 2      | Wanty-Groupe Gobert          | + 2'10"   |
| 3      | Rabobank DT                  | + 4'18"   |

## Klassementenverloop
| Etappe       | Winnaar          | Algemeen klassement · | Puntenklassement · | Bergklassement ·   | Jongerenklassement · | Ploegenklassement            |
| ------------ | ---------------- | --------------------- | ------------------ | ------------------ | -------------------- | ---------------------------- |
| P            | Jimmy Engoulvent | Jimmy Engoulvent      | Jimmy Engoulvent   | niet uitgereikt    | Florian Sénéchal     | Europcar                     |
| 1            | Armindo Fonseca  | Mike Teunissen        | Armindo Fonseca    | Serge Dewortelaer  | Mike Teunissen       | Bretagne-Séché Environnement |
| 2            | Eliot Lietaer    | Stéphane Rossetto     | Armindo Fonseca    | Thomas Vaubourzeix | Mike Teunissen       | Bretagne-Séché Environnement |
| 3            | Yohann Gène      | Stéphane Rossetto     | Tom Van Asbroeck   | Thomas Vaubourzeix | Mike Teunissen       | Bretagne-Séché Environnement |
| 0Eindstanden | 0Eindstanden     | Stéphane Rossetto     | Tom Van Asbroeck   | Thomas Vaubourzeix | Mike Teunissen       | Bretagne-Séché Environnement |

## UCI Europe Tour
In deze Boucles de la Mayenne waren punten te verdienen voor de ranking in de UCI Europe Tour 2014. Enkel renners die uitkwamen voor een (pro-)continentale ploeg, maakten aanspraak om punten te verdienen.
| Positie                      | 1e | 2e | 3e | 4e | 5e | 6e | 7e | 8e | 9e | 10e | 11e | 12e |
| Eindklassement               | 80 | 56 | 32 | 24 | 20 | 16 | 12 | 8  | 7  | 6   | 5   | 3   |
| Per etappe                   | 16 | 11 | 6  | 5  | 4  | 2  |    |    |    |     |     |     |
| Drager leiderstrui (per dag) | 8  |    |    |    |    |    |    |    |    |     |     |     |

| #  | Renner               | Ploeg                        | Punten |
| -- | -------------------- | ---------------------------- | ------ |
| 1  | Stéphane Rossetto    | BigMat-Auber 93              | 94     |
| 2  | Brice Feillu         | Bretagne-Séché Environnement | 61     |
| 3  | Mike Teunissen       | Rabobank DT                  | 53     |
| 4  | Tom Van Asbroeck     | Topsport Vlaanderen-Baloise  | 38     |
| 5  | Armindo Fonseca      | Bretagne-Séché Environnement | 36     |
| 6  | Arnaud Gérard        | Bretagne-Séché Environnement | 28     |
| 7  | Matteo Belli         | Nankang-Fondriest            | 23     |
| 8  | Eliot Lietaer        | Topsport Vlaanderen-Baloise  | 16     |
| 9  | Flavien Dassonville  | BigMat-Auber 93              | 12     |
| 10 | Florian Sénéchal     | Cofidis                      | 11     |
| 11 | Reinier Honig        | Vorarlberg                   | 10     |
| 12 | Kevin Seeldraeyers   | Wanty-Groupe Gobert          | 8      |
| 13 | Anthony Delaplace    | Bretagne-Séché Environnement | 7      |
| 14 | Mathieu van der Poel | BKCP-Powerplus               | 6      |
| 14 | Roy Jans             | Wanty-Groupe Gobert          | 6      |
| 16 | Danilo Napolitano    | Wanty-Groupe Gobert          | 5      |
| 17 | Jon Larrinaga        | Euskadi                      | 4      |

Etappewedstrijden

 Ster van Bessèges ·
 Ronde van de Middellandse Zee ·
 Ruta del Sol ·
 Ronde van de Algarve ·
 Ronde van de Haut-Var ·
 Driedaagse van West-Vlaanderen ·
 Internationale Wielerweek ·
 Internationaal Wegcriterium ·
 Driedaagse van De Panne-Koksijde ·
 Ronde van de Sarthe ·
 Ronde van Trentino ·
 Ronde van Turkije ·
 Vierdaagse van Duinkerke ·
 Ronde van Azerbeidzjan ·
 Szlakiem Grodów Piastowskich ·
 Ronde van Castilië en León ·
 Ronde van Picardië ·
 Ronde van Noorwegen ·
 World Ports Classic ·
 Ronde van Beieren ·
 Ronde van België ·
 Tour des Fjords ·
 Ronde van Estland ·
 Ronde van Luxemburg ·
 Boucles de la Mayenne ·
 Ster ZLM Toer ·
 Ronde van Slovenië ·
 Route du Sud ·
 Ronde van Oostenrijk ·
 Sibiu Cycling Tour ·
 Ronde van Wallonië ·
 Ronde van Portugal ·
 Ronde van Denemarken ·
 Ronde van de Ain ·
 Ronde van Burgos ·
 Arctic Race of Norway ·
 Ronde van de Limousin ·
 Ronde van Poitou-Charentes ·
 Ronde van Groot-Brittannië ·
 Ronde van Gévaudan Languedoc-Roussillon ·
 Eurométropole Tour
Eendaagse wedstrijden

 GP La Marseillaise ·
 Grote Prijs van de Etruskische Kust ·
 Trofeo Palma ·
 Trofeo Ses Salines ·
 Trofeo Serra de Tramuntana ·
 Trofeo Platja de Muro ·
 Trofeo Laigueglia ·
 Ronde van Murcia ·
 Omloop Het Nieuwsblad ·
 Classic Sud Ardèche ·
 GP Lugano ·
 Clásica de Almería ·
 Kuurne-Brussel-Kuurne ·
 La Drôme Classic ·
 Le Samyn ·
 GP Città di Camaiore ·
 Strade Bianche ·
 Roma Maxima ·
 Ronde van Drenthe ·
 Dwars door Drenthe ·
 Nokere Koerse ·
 GP Nobili Rubinetterie ·
 Handzame Classic ·
 Classic Loire-Atlantique ·
 Grote Prijs van Cholet-Pays de Loire ·
 Dwars door Vlaanderen ·
 Route Adélie de Vitré ·
 Volta Limburg Classic ·
 Grote Prijs Miguel Indurain ·
 Ronde van La Rioja ·
 Scheldeprijs ·
 GP Cerami ·
 Klasika Primavera ·
 Parijs-Camembert ·
 Brabantse Pijl ·
 GP Denain ·
 Ronde van de Finistère ·
 Tro Bro Léon ·
 Ronde van Keulen ·
 La Roue Tourangelle ·
 Rund um den Finanzplatz Eschborn-Frankfurt ·
 Ronde van de Somme ·
 ProRace Berlin ·
 Grote Prijs van Plumelec ·
 Boucles de l'Aulne ·
 Ronde van Zeeland Seaports ·
 GP Kanton Aargau ·
 Ronde van Limburg ·
 Ronde van de Apennijnen ·
 Halle-Ingooigem ·
 Prueba Villafranca de Ordizia ·
 GP Industria & Artigianato-Larciano ·
 Ronde van Toscane ·
 Circuito de Getxo ·
 Polynormande ·
 RideLondon Classic ·
 GP Stad Zottegem ·
 Arnhem-Veenendaal Classic ·
 Châteauroux Classic de l'Indre ·
 Druivenkoers Overijse ·
 Brussels Cycling Classic ·
 GP Fourmies ·
 Ronde van de Doubs ·
 GP Jef Scherens ·
 Coppa Bernocchi ·
 GP van Wallonië ·
 Coppa Agostoni ·
 Ronde van de Drie Valleien ·
 Kampioenschap van Vlaanderen ·
 Grote Prijs Impanis-Van Petegem ·
 Memorial Marco Pantani ·
 GP Industria & Commercio di Prato ·
 GP van Isbergues ·
 Omloop van het Houtland ·
 Duo Normand ·
 Milaan-Turijn ·
 Ronde van het Münsterland ·
 Ronde van de Vendée ·
 Memorial Frank Vandenbroucke ·
 Coppa Sabatini ·
 Parijs-Bourges ·
 Ronde van Emilia ·
 Parijs-Tours ·
 GP Beghelli ·
 Nationale Sluitingsprijs ·
 Chrono des Nations